# Megaselia dennerti
Megaselia dennerti är en tvåvingeart som beskrevs av Ronald Henry Lambert Disney och Rudolf Beyer 2005. Megaselia dennerti ingår i släktet Megaselia och familjen puckelflugor.
Artens utbredningsområde är Madagaskar. Inga underarter finns listade i Catalogue of Life.